# Epicauta brunnea
Epicauta brunnea är en skalbaggsart som beskrevs av Werner 1944. Epicauta brunnea ingår i släktet Epicauta och familjen oljebaggar. Inga underarter finns listade i Catalogue of Life.